# Y. Y. Trunk
Yehiel Yeshaia Trunk (1887–1961), plus connu sous le nom de Y. Y. Trunk est un écrivain juif de langue yiddish. Son œuvre le plus connue est son autobiographie en sept volume, Poyln (« Pologne ») qui contient beaucoup d'information sur la culture et le folklore juif d'Europe de l'est. Membre du Bund, il écrit sur le socialisme. Il réalise plusieurs analyses critiques de l'œuvre de Cholem Aleikhem : Sholem Aleykhem (1937), Tevye der Milkhiker (« Tevye le laitier », 1939), et Tevye un Menakhem Mendl in Yidishn Velt Goyrl (« Tevye et Menahem-Mendl dans le sort du monde juif », 1944). Il travaille aussi sur les contes populaires : Der Freylekhster Yid in der Velt (« Le juif le plus heureux du monde », 1953) sur Hershel d'Ostropol, Khelmer Khakhomim (« Les Sages de Chelm », 1951) sur Chelm, et Simkhe Plakhte fun Narkove oder der Yidisher Don-Kikhot (« Simhah Plakhte de Narkove ou le Don Quichote juif », 1951) sur le Bovo-Bukh.